# São Martinho da Serra
São Martinho da Serra este un oraș în Rio Grande do Sul (RS), Brazilia.